# سلطانی (سیرجان)
سلطانی یک روستا در ایران است که در دهستان شریف‌آباد (سیرجان) واقع شده‌است.